# Зачерляни
Зачерляни (пол. Zaczerlany) — село в Польщі, у гміні Хорощ Білостоцького повіту Підляського воєводства.
Населення — 187 осіб (2011).
У 1975-1998 роках село належало до Білостоцького воєводства.

## Демографія
Демографічна структура станом на 31 березня 2011 року:
|          | Загалом | Допрацездатний вік | Працездатний вік | Постпрацездатний вік |
| -------- | ------- | ------------------ | ---------------- | -------------------- |
| Чоловіки | 110     | 17                 | 81               | 12                   |
| Жінки    | 77      | 19                 | 42               | 16                   |
| Разом    | 187     | 36                 | 123              | 28                   |